# Shari Steele

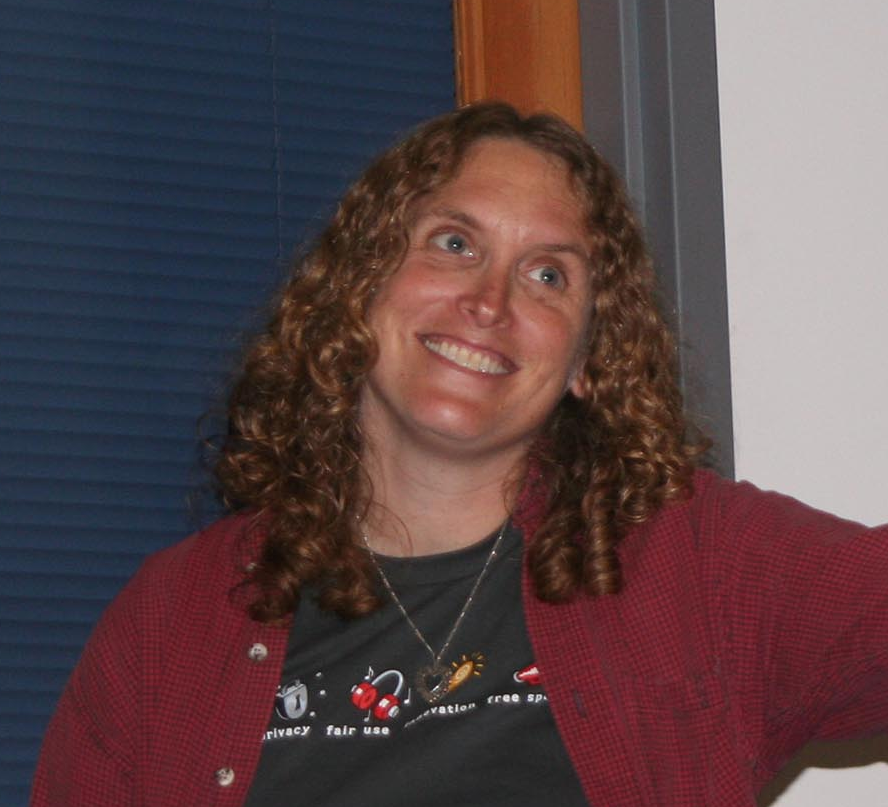

Shari Steele is een Amerikaans activiste voor digitale vrijheden en was de directeur van de Electronic Frontier Foundation (afgekort: EFF) van 2000 tot 2015.

## Achtergrond
Steele heeft een brede achtergrond en begon haar opleidingen aan de Widener University waar ze psychologie studeerde. Tijdens haar studie was ze onderdirecteur van het campusonderdeel van de “National Education Association” (NEA). Desalniettemin studeerde ze in drie jaar af met academische eer. Vervolgens voltooide ze de studie Instructional Media aan de West Chester University of Pennsylvania wat haar een doctorandus in de wetenschappen maakte.
Aan de Widener University of Law voltooide ze haar rechtenstudie en haar master deed ze aan de Georgetown University Law Centre wat haar meester in de rechten maakte. 

## Electronic Frontier Foundation
In 1992 begon Steele als beginnend advocaat te werken bij het dan net opgerichte Electronic Frontier Foundation (EFF), waar ze onder meer de United States Sentecing Commision adviseerde over geschikte straffen als het gaat om inbreuken op de computerveiligheid. Ook adviseerde ze de National Research Council over hun versleutelingsbeleid. In 2004 nam ze het besluit dat EFF Tor zou gaan ondersteunen. In 2015 trad ze af als directeur en gaat ze verder in de raad van bestuur van EFF.

## TOR
In december 2015 maakte Tor bekend dat Steele hun directeur wordt. Voor TOR lanceert ze de bewustwordingscampagne “This is what a TOR user looks like” (Zo ziet een TOR-gebruiker eruit). De functie van de campagne is tweeledig, TOR-gebruikers krijgen een gezicht en de campagne haalt ruim 170.000 dollar op voor de organisatie.
Vanaf januari 2019 is Steele met pensioen. Wel blijft ze bestuurslid van zowel EFF als TOR.